# Dornbirner First

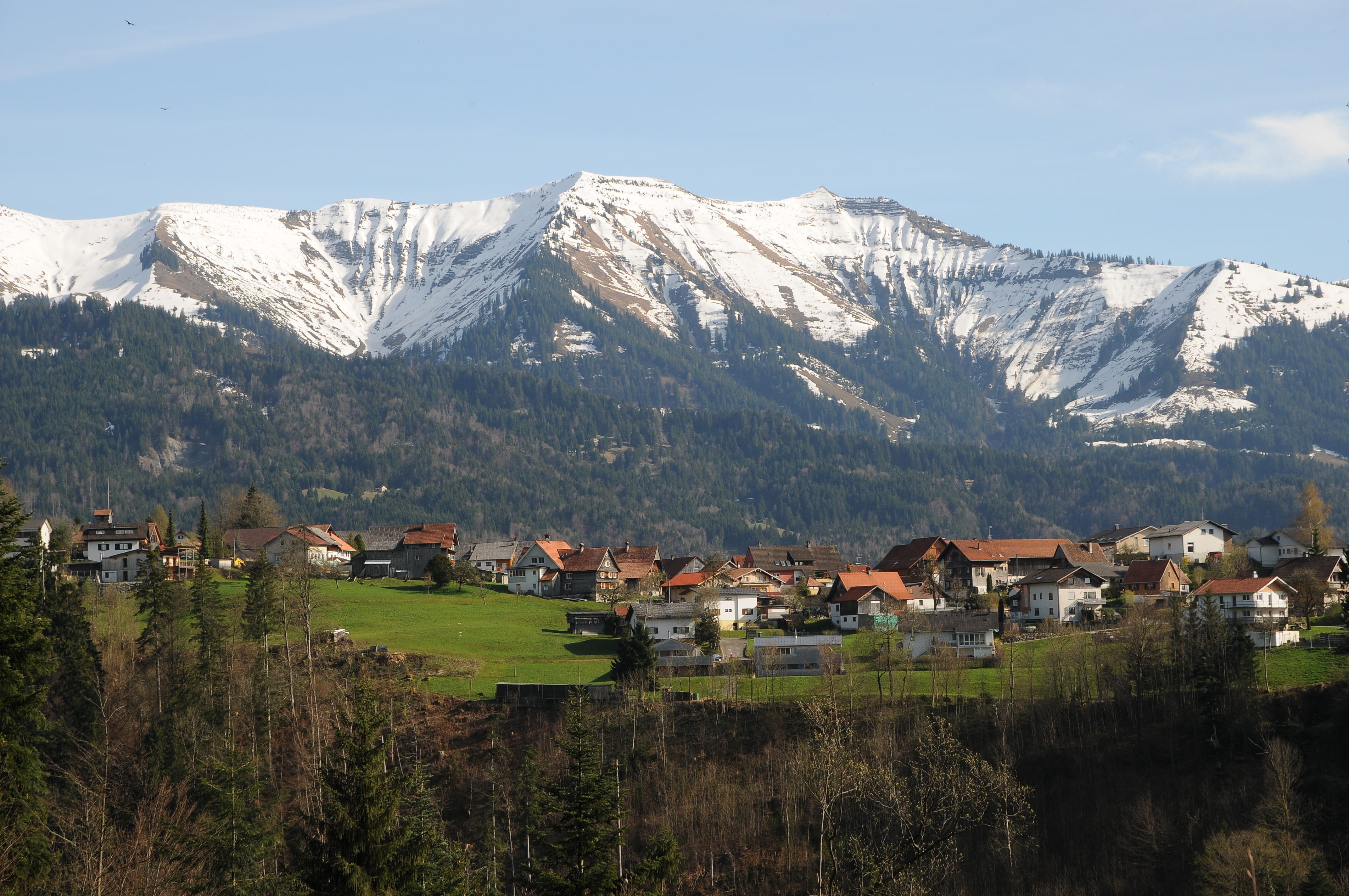
Blick von Schauner über Kehlegg zu einem Teil des First

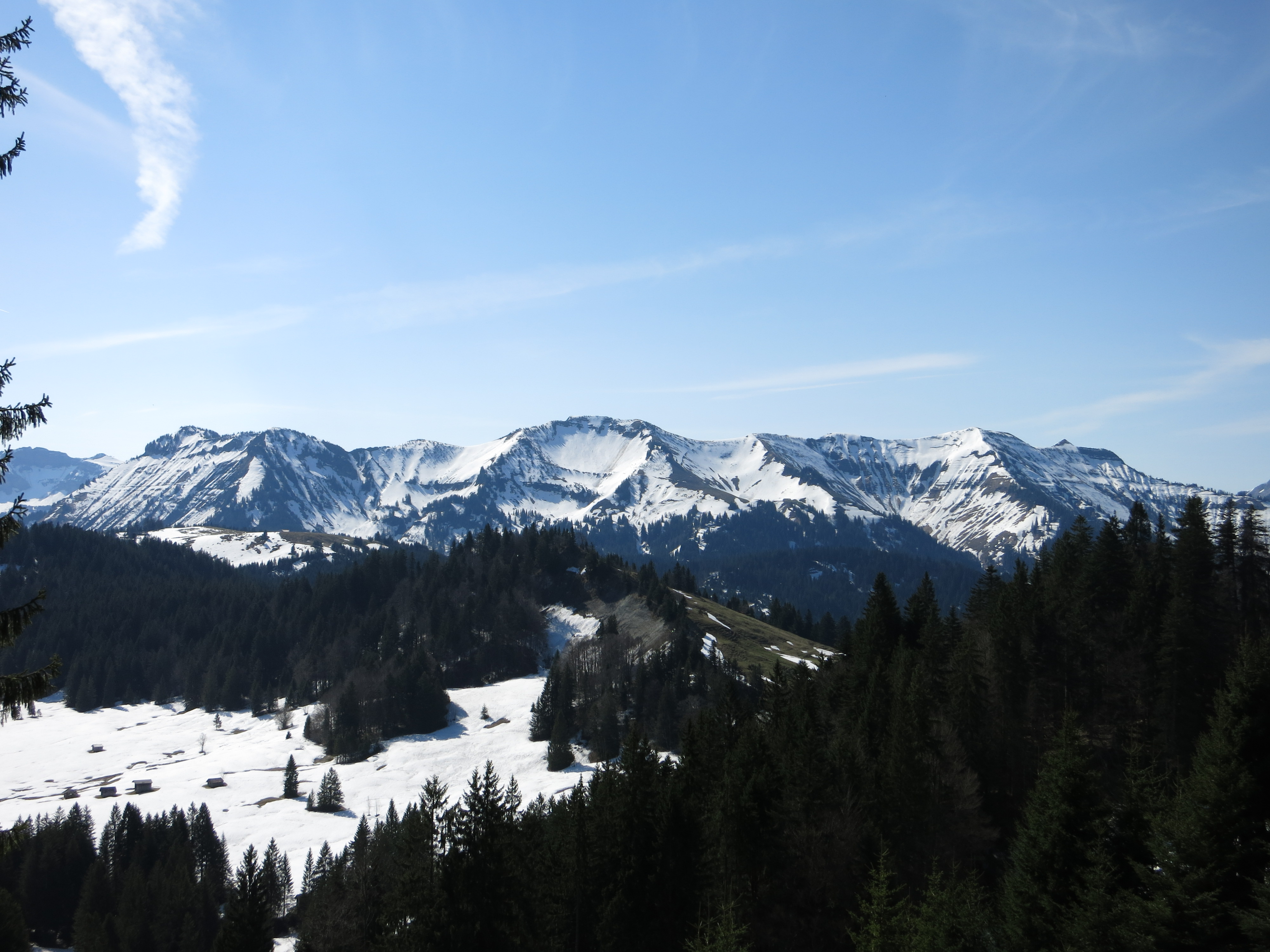
Blick auf den First vom Hochälpele

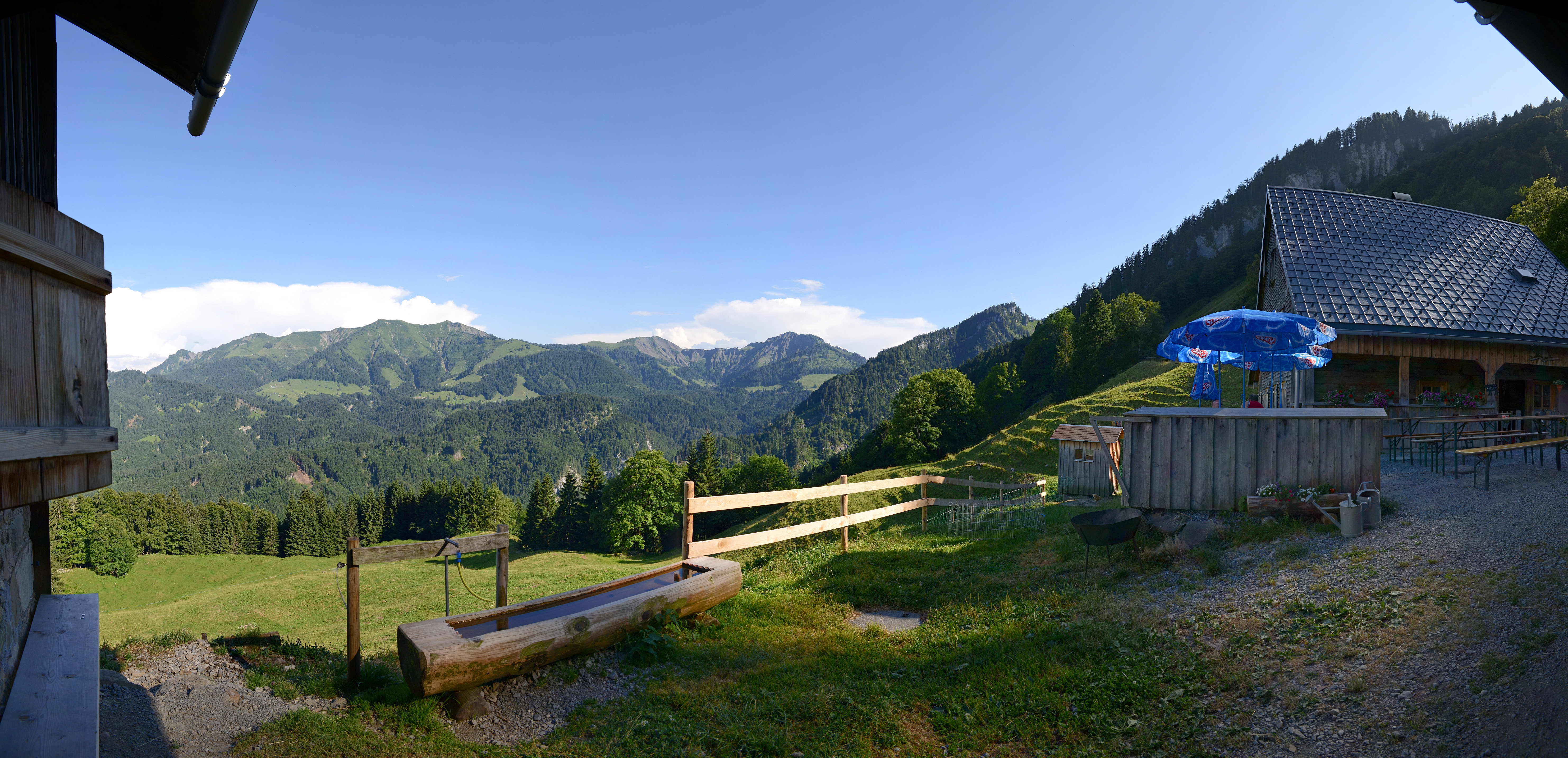
Blick von der Staufenalpe (1100 m. ü. M.) auf einen Teil des First

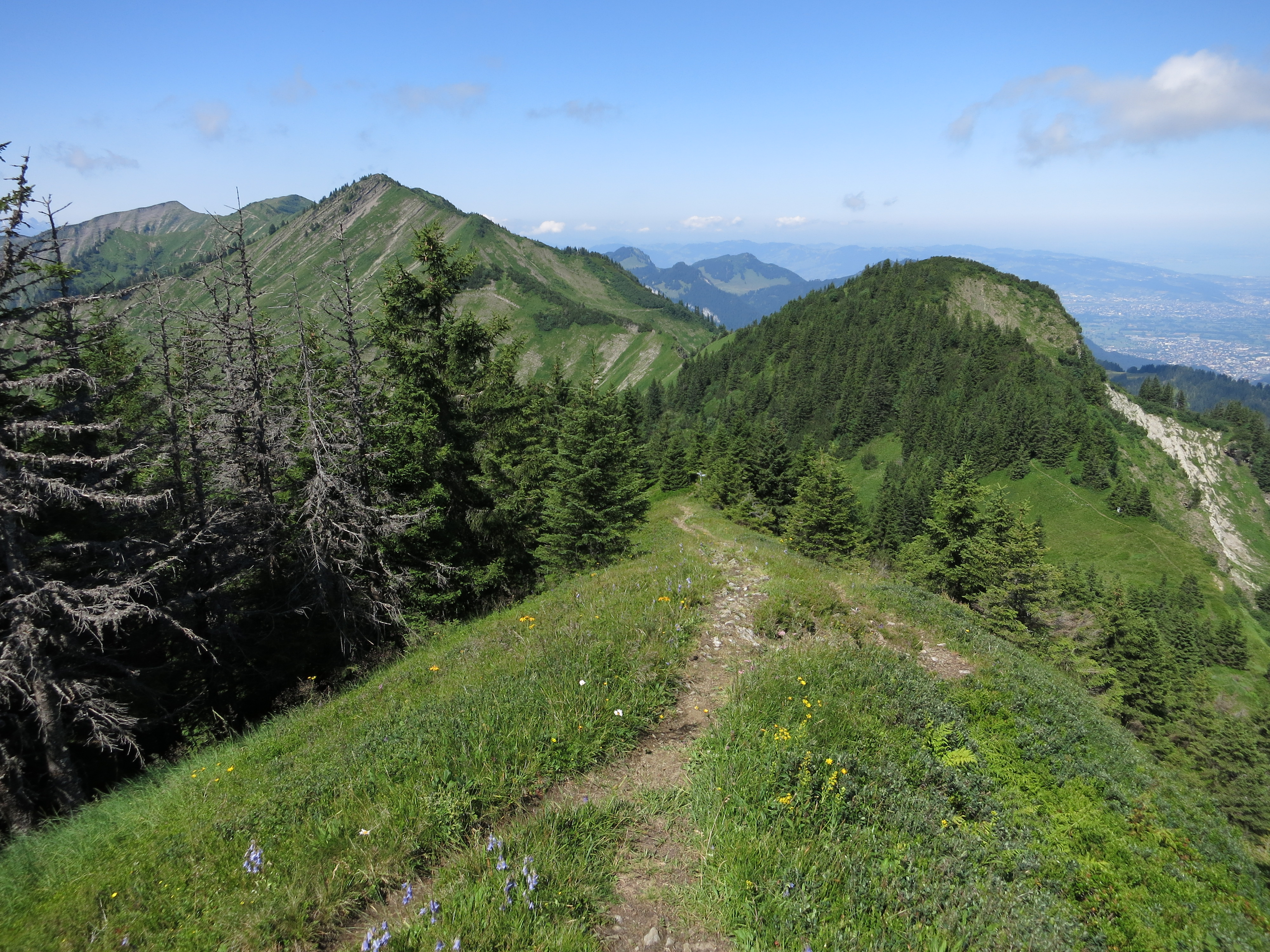
Blick über den First von der Hangspitze

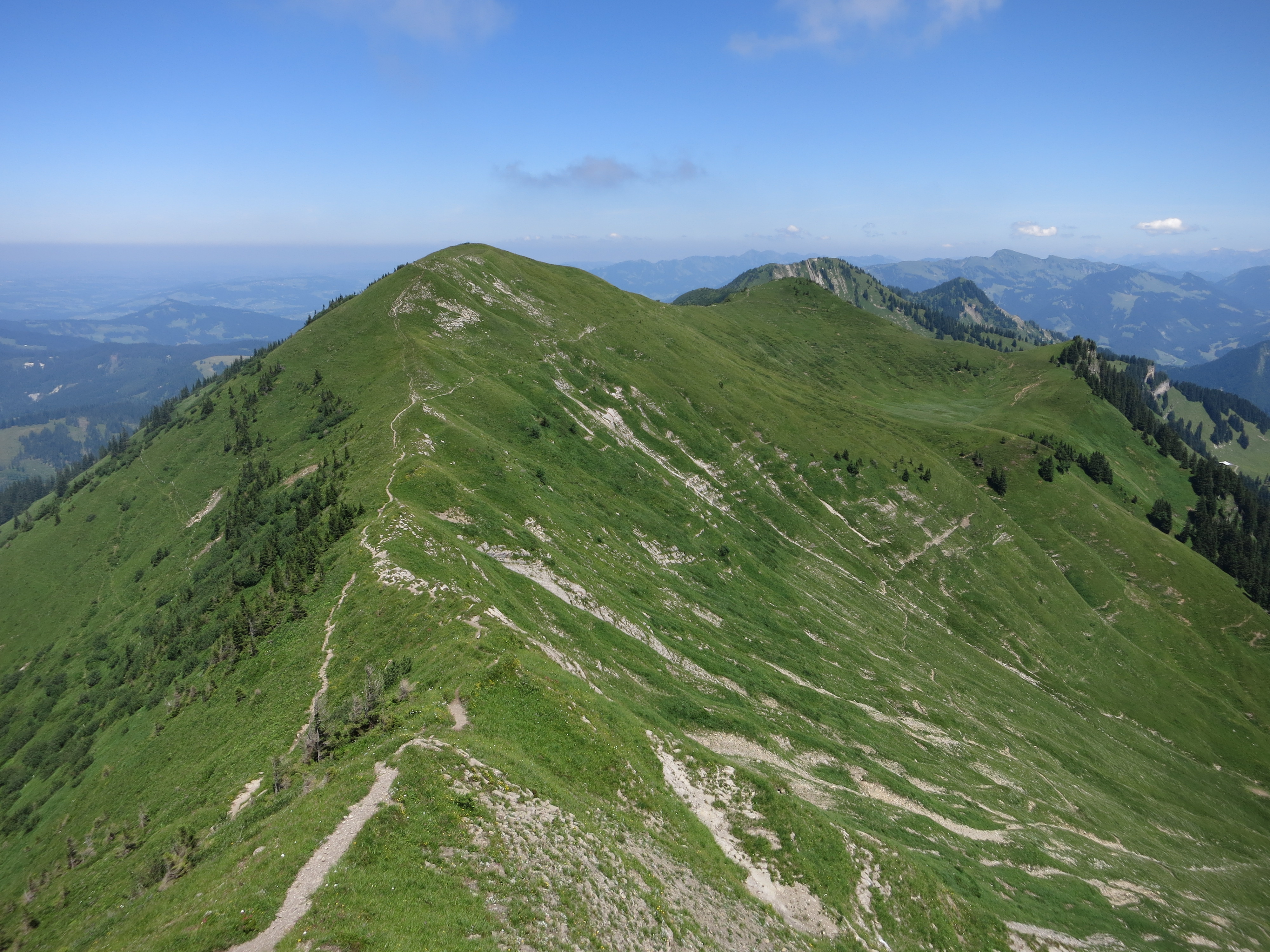
Blick über den First von der Mörzelspitze

Der Dornbirner First (auch Firstgrat, Firstkamm oder nur First) ist ein Bergkamm im österreichischen Bundesland Vorarlberg.
Sowohl nach der Alpenvereinseinteilung der Ostalpen als auch nach der internationalen vereinheitlichten orographischen Einteilung der Alpen (SOIUSA) ist er eine von 11 bzw. 13 Untergruppen des Bregenzerwaldgebirges.

## Namensherleitung
First bedeutet das „Erste“ bzw. „Oberste“ und findet sich in ähnlicher Form und Bedeutung zum Beispiel im engl.: first (angels.: fyrst) bzw. im schwed.: först(a) und ist in diesem Zusammenhang auch mit dem Wort Fürst verwandt. Bei Berggraten bezeichnet „First“ eine Reihe von Gipfeln eines Gebirges und ist somit ein anderes Wort für Gebirgskamm (Churfirsten), kann aber auch einen einzelnen, herausragenden Berg bezeichnen (zum Beispiel der First (1617 m ü. A.) in Fraxern oder First im Berner Oberland (2167 m ü. M.) oder auch Hügel bezeichnen (z. B. Einfirst in Hohenems).
Das Wort „First“ bezeichnet allgemein eine Gratkante und findet sich auch als Bezeichnung für die obere Schnittkante von zwei Dachflächen (Dachfirst), in der Geologie bezeichnet es die Schicht im unmittelbaren Kontakt zum Bezugshorizont (Hangendes) und im Bergbau das Stollendach (Firste).

## Einordnung
| Einordnung nach SOIUSA | Einordnung nach SOIUSA | Einordnung nach SOIUSA          |
| ---------------------- | ---------------------- | ------------------------------- |
| Teil                   | II                     | Ostalpen                        |
| Sektor                 | II/B                   | Nördliche Ostalpen              |
| Abschnitt              | 22                     | Bayerische Alpen                |
| Sektor                 | 22/A                   | Allgäuer und Bregenzer Alpen    |
| Unterabschnitt         | 22.I                   | Bregenzerwaldgebirge            |
| Obergruppe             | 22.I.A                 | Westliches Bregenzerwaldgebirge |
| Gruppe                 | 22.I.4                 | First-Hochälpele-Gaißkopf-Kette |
| Untergruppe            | 22.I.4.a               | Dornbirner First                |

## Lage und Umgrenzung
Der First liegt wie ein Querriegel zwischen dem hinteren Bregenzerwald (Höhe Mellau) und dem unteren Alpenrheintal (Höhe Dornbirn) und erstreckt sich von Südwesten nach Nordosten. Teilweise direkt auf dem Kamm des Firstes verläuft die Grenze zwischen dem Bezirk Dornbirn und dem Bezirk Bregenz. Beim Hangköpfle treffen die Grenzen der Gemeinden Dornbirn, Mellau und Reuthe zusammen. Die südöstliche Seite bis zum Mellenbach liegt im Naturschutzgebiet Hohe Kugel - Hoher Freschen - Mellental.
Die Begrenzung des Dornbirner First läuft im Uhrzeigersinn entlang der Linie Hottersattel – Rotenbach – Bregenzer Ach – Mellenbach – Haslachbach – Fluhlöchle – Gunzenach – Müselbach – Ahornbach – Hottersattel. Dabei bildet der Hottersattel die Verbindung zur Hochälpele-Weißenfluh-Gruppe und das Fluhlöchle zur Freschengruppe.
|                  | Hochälpele-Weißenfluh-Gruppe | Winterstaudenkamm                         |
| Schuttannenberge |                              | Hinteregger Grat Bizauer Hirschberggruppe |
| Freschengruppe   |                              | Damülser Berge                            |

## Gipfel und Sättel
In der folgenden Tabelle sind die benannten Gipfel und Sättel von Südwesten nach Nordosten aufgelistet.
| Gipfel/Sattel    | Höhe m ü. A. | Anmerkung                                 |
| ---------------- | ------------ | ----------------------------------------- |
| Fluhlöchle       | 1610         | Höhenangabe ungenau                       |
| Salzbödenkopf    | 1765         |                                           |
| Salzbödensattel  | 1590         | Höhenangabe ungenau                       |
| Mörzelspitze     | 1830         |                                           |
| Laubachkopf      | 1564         | am westlichen Seitengrat der Mörzelspitze |
| Leuenkopf        | 1830         |                                           |
| Goselkopf        | 1791         |                                           |
| Obersehrensattel | 1733         |                                           |
| Guntenkopf       | 1811         |                                           |
| Guntensattel     | 1680         | Höhenangabe ungenau                       |
| Hangköpfle       | 1729         |                                           |
| Hangspitze       | 1746         | am östlichen Seitengrat des Hangköpfles   |
| Hottersattel     | 1250         | Höhenangabe ungenau                       |

## Erschließung, Nutzung und Tourismus
Pläne, durch den First eine öffentliche Verkehrsverbindung in den Bregenzerwald zu schaffen bzw. den First touristisch mit einer Seilbahn zu erschließen, wurden immer wieder diskutiert, gelangten jedoch nie in eine konkrete Planungsphase.
Auf beiden Seiten des Firstes liegen bewirtschaftete Alpen, die größtenteils heute noch im Sommer bestoßen werden.
Der First und jeder seiner Gipfel bedingen Trittsicherheit, teilweise Schwindelfreiheit und alpine Ausrüstung mit guten Bergschuhen. Der gesamte First kann in etwa acht bis zehn Stunden längs begangen werden (mit Aufstieg gerechnet). Es ist gute Kondition erforderlich. Bei Nässe ist besondere Vorsicht geboten.
Der nächstgelegene Wander-Stützpunkt ist das Freschenhaus (1846 m ü. A.).